# Партизан (спортивное общество)
Югославское спортивное общество «Парти́зан» (ЮСО «Парти́зан»; серб. Југословенско спортско друштво Партизан / Jugoslovensko sportsko društvo Partizan, ЈСД Партизан / JSD Partizan) — сербское (ранее югославское) спортивное общество из Белграда (Сербия), существующее с октября 1945 года и объединяющее 30 спортивных клубов в 30 видах спорта. Основателем общества является Светозар Вукманович, известнейший политический деятель коммунистической Югославии.
Клубы «Партизана» завоевали 22 европейских трофея, из которых 14 — чемпионские титулы. «Партизан» — самый успешный спортивный клуб Сербии и бывшей Югославии.[3]

## История
Югославское спортивное общество «Партизан» основано 4 октября 1945 года в Белграде (Югославия) под названием Фискултурно друштво Централног дома Југословенске армије Партизан (Физкультурное общество Центрального дома югославской армии «Партизан»).
Среди первых команд (секций) общества были футбольная и по лёгкой атлетике. К 1946 году появились также команды по баскетболу, шахматам, волейболу, теннису и плаванию. В следующем, 1947 году были созданы ещё несколько секций: велоспорта, бокса, хоккея, настольного тенниса и мотоспорта. Позднее были организованы команды по борьбе, дзюдо, тяжёлой атлетике, водному поло, стрельбе, боулингу, гребле, прыжкам в воду и гандболу.
В 1950 году «Партизан» был реорганизован в спортивное общество, а его секции разрослись в клубы и объединили, помимо военнослужащих югославской армии, других граждан всех возрастов, создав молодёжные, а в некоторых клубах и женские команды. На ежегодном собрании 1960 года название организации было официально изменено на Югославское спортивное общество «Партизан».
Последними секциями по времени основания стали клубы киберспорта, баскетбола 3×3 и ММА.

## Состав общества
Всего общество насчитывает 30 клубов по 30 видам спорта:
- Баскетбол мужской
- Баскетбол женский
- Водное поло мужское
- Водное поло женское
- Волейбол мужской
- Волейбол женский
- Футбол
- Гандбол
- Хоккей
- Регби
- Регбилиг
- Баскетбол 3х3
- Лёгкая атлетика
- Стрелковый спорт
- Плавание
- Теннис
- Настольный теннис
- Гребной спорт
- Боулинг
- Велоспорт
- Автоспорт
- Борьба
- Карате
- Дзюдо
- Тяжёлая атлетика
- Бокс
- ММА
- Шахматы
- Киберспорт
- Художественная гимнастика

Ранее существовали, но были ликвидированы клубы по альпинизму, лыжному спорту, бейсболу, а также женские команды по гандболу, боулингу и настольному теннису.

## Достижения
73 спортсмена (72 мужчины и 1 женщина) ЮСО «Партизан» завоевали 30 олимпийских медалей, в том числе 9 золотых, 14 серебряных и 7 бронзовых.
Наиболее известными представителями общества являются
- Партизан (футбольный клуб, Белград) — 24 национальных чемпионских титула, 12 национальных кубков.
- Партизан (баскетбольный клуб) — победитель Евролиги 1991/1992, 18-кратные национальные чемпионы, 13 национальных кубков.
- Партизан (хоккейный клуб, Белград) — 16-кратные национальные чемпионы.

В других видах спорта также достигнуты значительные успехи:
- Женская баскетбольная команда — пятикратные чемпионы страны.
- Ватерпольная команда — 25 чемпионских титула, 23 национальных кубка.
- Гандбольный клуб — восьмикратные чемпионы страны.
- Волейбольный клуб — 11 чемпионств.
- Регби — 6 чемпионств Югославии, ещё 11 — позднее.
- Легкоатлетический клуб — 25 чемпионств и 8 кубков у мужчин, 13 чемпионств и 16 кубков у женщин.
- Борцы — 8-кратные чемпионы Югославии, ряд других титулов.
- Дзюдо — дважды чемпионы Югославии, пятикратные чемпионы Сербии.
- Карате — дважды чемпионы Европы (2000, 2001).

## Спортивные сооружения

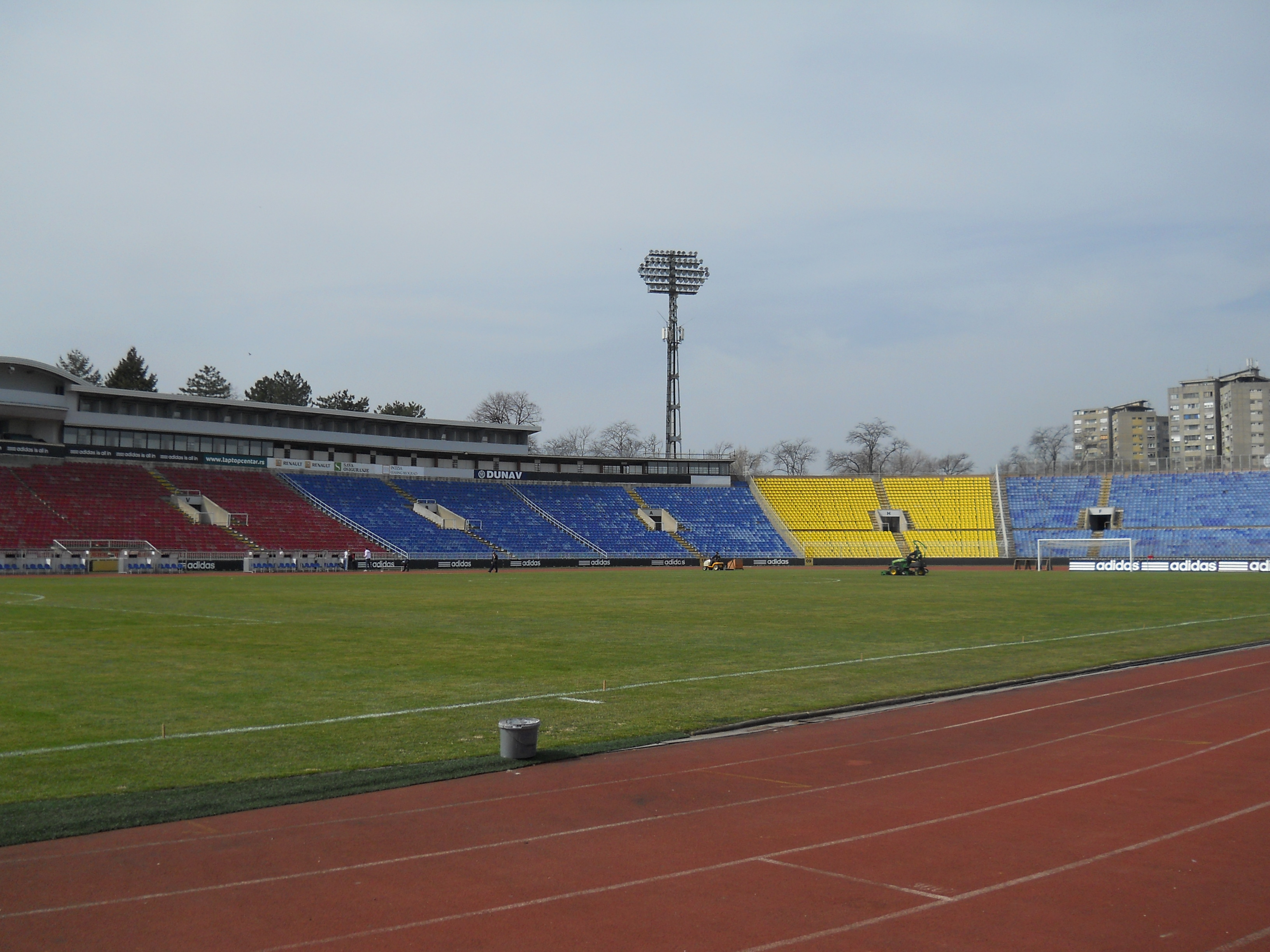
Стадион «Партизана».

Основное и крупнейшее спортивное сооружения общества это Стадион «Партизана» — футбольно-легкоатлетический стадион в Белграде. Долгое время носил имя «Стадион ЮHA» (Стадион Югославской народной армии) и до 1987 года был местом проведения парадов в День Молодёжи. Официальное открытие состоялось 9 октября 1949 года матчем между командами Югославии и Франции. До принятия новых норм по безопасности УЕФА вместимость стадиона составляла 55 000 зрителей, после приведения стадиона к новым требованиям в 1998 году она сократилась до 32 710 зрителей. Трибуны стадиона насчитывают 30 рядов в высоту и оборудованы 30 выходами для зрителей. Максимальное возвышение трибун — 21 метр. Габариты стадиона — 236 метров с юга на север и 150 метров с запада на восток. Мощность освещения составляет 1200 люкс. Фанаты «Партизана» прозвали стадион «Футбольным храмом».
Спортивный центр «Партизан-Телеоптик» расположен на территории площадью 10 га и насчитывает девять полей, два из которых с искусственным покрытием. На полях центра тренируется основная команда футбольного клуба «Партизан», а также играют и тренируются младшие команды и дочерний фарм-клуб «Телеоптик».
Баскетбольный клуб «Партизан» проводит свои игры в Зале Александра Николича (бывший зал «Пионер») вместимостью 7000 мест. Открыт 24 мая 1973 года, зал расположен на территории СРЦ Ташмайдан. Также в этом зале гандбольный клуб «Партизана» проводил матчи Лиги чемпионов.
Белградская Арена — одна из крупнейших многофункциональных спортивных арен Европы в Нови-Београде. Построена в 1991 году и вмещает от 20 000 до 25 000 зрителей в зависимости от мероприятия. На ней баскетбольный клуб «Партизан» играет матчи второго тура Евролиги. В марте 2009 года на игре Евролиги между «Партизаном» и «Панатинаикосом» был установлен рекорд посещаемости (22 567 человек), который не побит до сих пор.
Зал спорта (Дворец спорта)  — многоцелевой дворец спорта в Нови-Београде. Он был открыт в 1968 году и является старейшим спортивным сооружением Нови-Београда, а с 1979 года является частью Спортивно-делового центра «Нови-Београд». Вместимость – 5000 зрителей. Раньше в спортивном зале играл баскетбольный клуб «Партизан», а сейчас играет женский баскетбольный клуб «Партизан».

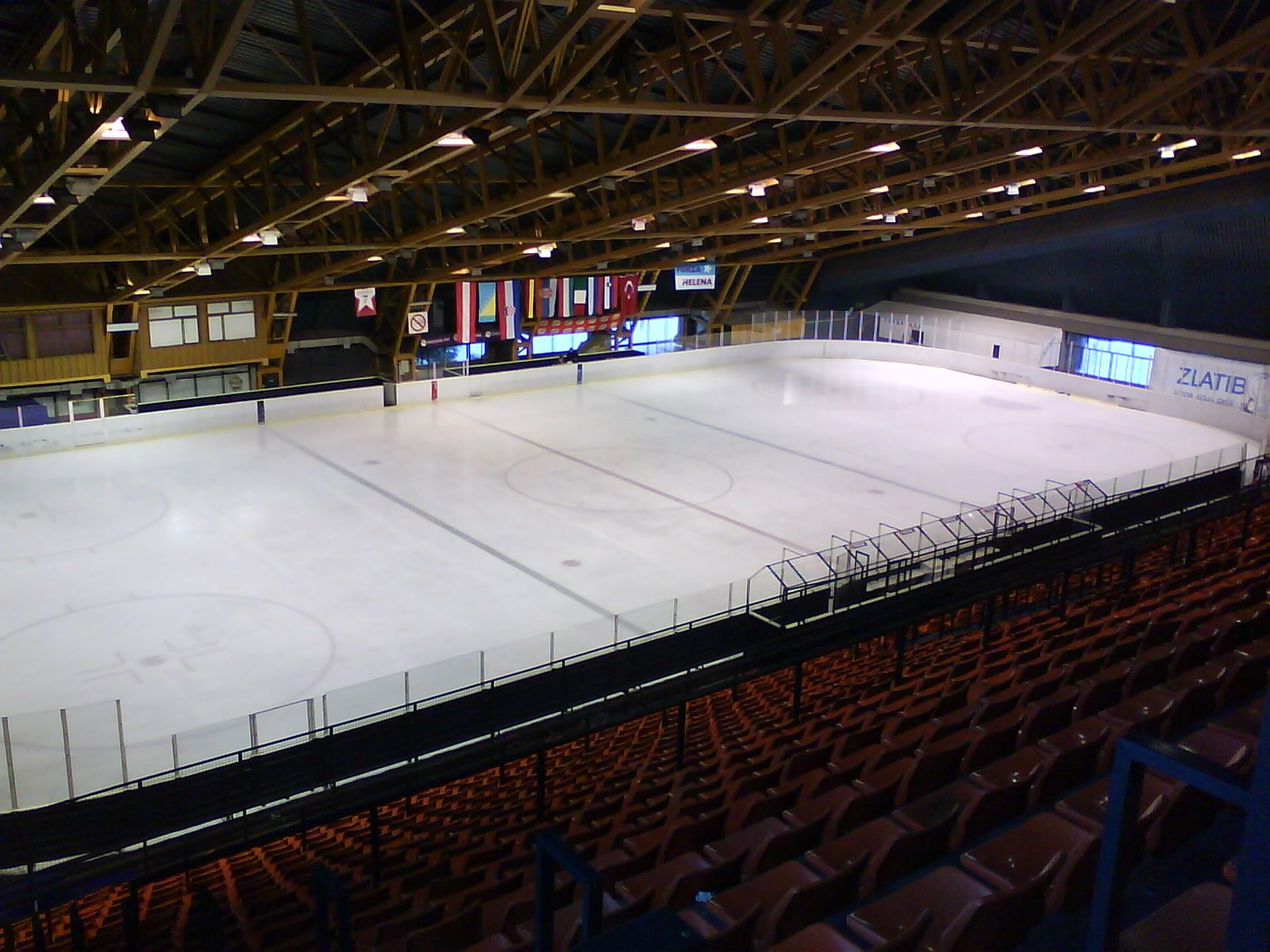
Ледовый дворец «Пионер».

Ледовый дворец «Пионир» — ледовая арена в Белграде. Является частью Дворца спорта «Пионир» и спортивного центра «Ташмайдан». Построен 12 марта 1978 года и реконструирован в 2001 году. Вместимость — 2000 зрителей. Здесь проводит свои игры хоккейный клуб «Партизан».
Центр культуры и спорта Шумице — спортивный, образовательный и культурный центр в поселке Шумице в Вождоваце (Белград). Построен в 1973 году и открылся 24 мая 1974 года под названием Дом пионеров и молодёжи Вождоваца. Вместимость — 2000 зрителей. В нём играет большое количество клубов, в том числе волейбольный «Партизан».
Спортивный центр «Вождовац» был построен в 1974 году и принадлежит муниципалитету Вождоваца. Вместимость — 2300 зрителей. В нём проводит свои матчи гандбольный «Партизан».
Клуб по водному поло играет в спортивном центре «Баница» в Вождоваце (Белград). Вместимость — 3000 зрителей.
Теннисный клуб «Партизана» имеет 11 грунтовых и 3 бетонных корта, здание клуба площадью около 350 м², раздевалки, ресторан и офисы.